# Steentilstraat
De Steentilstraat is een winkelstraat gelegen in de binnenstad van Groningen. De straat ligt direct ten zuiden van de oudste omwalling van de stad. Het gebied waarin de straat ligt is in het begin van de 15e eeuw binnen de nieuwe omwalling gebracht en zo bij de stad getrokken. 
De naam verwijst naar de voormalige stenen brug (het Groningse woord voor brug is til) over het Schuitendiep. Deze 'steenen tylle' werd aangelegd in 1497 als verbinding naar het nieuwe Schuitenschuiverskwartier. Later werd deze boogbrug vervangen door een moderner exemplaar, die de naam Steentilbrug heeft gekregen, weer genoemd naar de straat. Het dubbele in de naam (til = brug) is de naamgevers kennelijk ontgaan. Ubbo Emmius vermeldt dat in de zestiende eeuw werd aangenomen dat de naam wees op het tillen van stenen, waarbij hij wijst op de Duitse naam: Stenentill, zelf onderschrijft hij de verwijzing naar de brug.
De eerste stenen Steentilpoort aan het einde van de straat bij de toenmalige til met hamei, kwam in 1517 gereed. Of deze een houten voorganger gehad heeft is niet bekend: resten hiervan werden niet teruggevonden bij opgravingen in 1999.

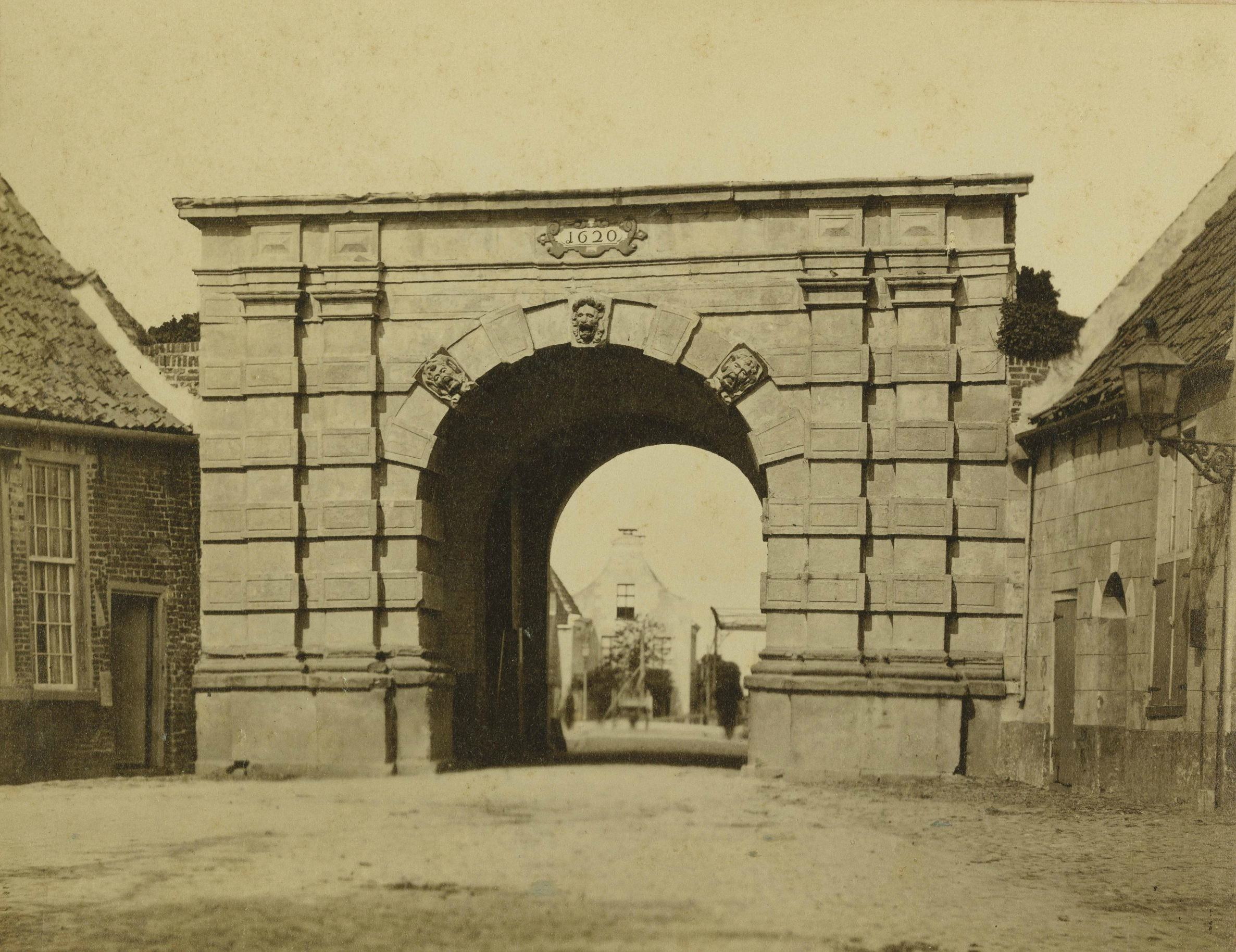
De Steentilpoort

Nadat de stad in de 17e eeuw fors werd uitgebreid werd een nieuwe Steentilpoort gebouwd in het verlengde van de Steentilstraat, aan het Damsterdiep. Deze nieuwe Steentilpoort werd na de ontmanteling van de stad in 1876 gesloopt.
De Steentilstraat ligt tussen het Gedempte Zuiderdiep en het (gedempte) Damsterdiep. De straat is een aanloopstraat naar het kernwinkelgebied. Er zijn veel gespecialiseerde winkels. Voor de liefhebbers zijn met name de platen- en cd-winkels bekend.
Sinds eind 2011 is de Steentilstraat, ondanks protesten van sommige winkeliers, afgesloten voor het autoverkeer.

## Monumenten
In de straat staan 14 panden die zijn aangewezen als rijksmonument. Daarnaast zijn tien panden beschermd als gemeentelijk monument.
| Adres                    | Bouwjaar                              | Beschrijving                                                             | Monument  | Foto                     |
| ------------------------ | ------------------------------------- | ------------------------------------------------------------------------ | --------- | ------------------------ |
| Steentilstraat 2         | 1931                                  | Winkelpand, gebouwd als filiaal van De Gruyter Architect Teunis Wilschut | RM 486415 | Steentilstraat 2         |
| Steentilstraat 7         | 1880                                  | Winkel met bovenwoning                                                   | GM 103324 |                          |
| Steentilstraat 8         | 1902                                  | Winkel met bovenwoning, architect H.J.L. Walker                          | GM 103333 |                          |
| Steentilstraat 10        |                                       |                                                                          | RM 18693  | Steentilstraat 10        |
| Steentilstraat 11        | Voorhuis 17e eeuw Achterhuis 18e eeuw | Oorspronkelijk woonhuis, nu winkel met bovenwoning                       | GM 103325 |                          |
| Steentilstraat 12-14     |                                       |                                                                          | RM 18694  | Steentilstraat 12-14     |
| Steentilstraat 18        | 17e/18e eeuw                          | Winkel met bovenwoning                                                   | GM 103337 |                          |
| Steentilstraat 19        |                                       |                                                                          | RM 486390 | Steentilstraat 19        |
| Steentilstraat 21        |                                       |                                                                          | RM 486397 | Steentilstraat 21        |
| Steentilstraat 24        | 1934                                  | Winkel met bovenwoning, architect A.J. Feberwee                          | GM 103339 |                          |
| Steentilstraat 25        |                                       |                                                                          | RM 486403 | Steentilstraat 25        |
| Steentilstraat 27        |                                       |                                                                          | RM 18692  | Steentilstraat 27        |
| Steentilstraat 29        | 17e eeuw                              | Winkel met bovenwoning                                                   | GM 103327 |                          |
| Steentilstraat 30 en 30a |                                       | Twee naast elkaar gelegen panden                                         | RM 18695  | Steentilstraat 30 en 30a |
| Steentilstraat 31        | 17e eeuw                              | Winkel met bovenwoning                                                   | GM 103328 |                          |
| Steentilstraat 32        |                                       |                                                                          | RM 18696  | Steentilstraat 32        |
| Steentilstraat 33        | Late 16e eeuw                         | Winkel met bovenwoning                                                   | GM 103470 |                          |
| Steentilstraat 34        |                                       |                                                                          | RM 18697  |                          |
| Steentilstraat 36        |                                       |                                                                          | RM 18698  | Steentilstraat 34        |
| Steentilstraat 37        | Eind 16e, begin 17e eeuw              | Winkel met bovenwoning                                                   | GM 103317 |                          |
| Steentilstraat 38        |                                       |                                                                          | RM 18699  | Steentilstraat 38        |
| Steentilstraat 41        | 19e eeuw                              | Voormalig postkantoor                                                    | GM 107485 |                          |
| Steentilstraat 50        | 16e eeuw                              |                                                                          | RM 18700  | Steentilstraat 50        |
| Steentilstraat 52        |                                       |                                                                          | RM 18701  | Steentilstraat 52        |